# Карліс Падегс
Карліс Падегс (латис. Kārlis Padegs, 8 жовтня 1911, Торнякалнс, Ліфляндська губернія, Російська імперія — 19 квітня 1940, Рига, Латвія) — латвійський художник і графік.

## Біографія
Карліс народився в робочому районі Риги — Торнякалнс в сім'ї службовця. Батько хлопчика — Чарльз, мав міцне здоров'я, але раптово помер від апендициту. Після смерті чоловіка мати Карліса вийшла заміж вдруге. Карліс, у якого не було ні братів, ні сестер, не зміг налагодити відносини з вітчимом. Втім, між сином і матір'ю відносини теж довгий час були холоднуваті, без справжньої щирості. Однак, юнак постійно відчував підтримку сім'ї, під час навчання в Академії мистецтв, батьки активно допомагали Карлу грошима. У 1928 році він вступив до Латвійської Академії мистецтв. Після сварки зі своїм викладачем Ріхардом Зарінсом, причиною якої стали творчі розбіжності з учителем, Карліс перейшов в майстерню пейзажного живопису до Вільгельма Пурвіта. Академію Падегс закінчив в 1934 році.
Ще будучи студентом, Карліс був в центрі уваги творчої молоді Риги і мав успіх у жінок, незважаючи на те, що красенем не вважався. Художниця Маргарита Ковалевська після першої зустрічі з Падегсом написала в своєму щоденнику 2 жовтня 1929 року:
|  | Він дуже яскравий. Його обличчя, особливо рот і нижня щелепа, нагадує мордочку гризуна. Він високий і худий, з вузькими грудьми і сутулою спиною. |

Але дослідники вважають, що Падегс був відомим ловеласом, при цьому називають художника «екстравагантною, самотньою і легендарною особистістю в латвійському мистецтві». Він, дійсно, виглядав вишуканим романтичним денді передвоєнної Риги. Деякі жителі Риги згадували, як Карліс любив прогулюватися вулицями або навіть писати на пленері в дуже екстравагантному вигляді — в іспанській капелюсі, довгому чорному пальто з червоним шарфом, в шкіряних рукавичках, з бамбуковою тростиною, в білих лакованих туфлях з чорними кнопками і гетрах. Про його надзвичайні вчинки писали в газетах, всі події з його участю бурхливо обговорювалися в суспільстві. Серед його близьких друзів були такі ж «божевільні» художники, як Яніс Тідеманіс на прізвисько «Дзоніс» і Волдемар Ібер
Падегс все життя прожив в Ризі, за винятком кількох років в дитинстві, коли під час першої світової війни сім'я переїхала в Дерпт (нині Тарту) в Естонії. Але зображення Риги рідко зустрінеш на його картинах, його інтер'єри та вулиці швидше нагадують атмосферу Чикаго і Парижа.

## Творчість
Падегс був своєрідною легендою у мистецькому житті Риги. Свої виставки він проводив в абсолютно нетрадиційних місцях і приміщеннях — в кафе, на вулиці, в танцювальних залах або в вітринах фотосалону Л. Крейсберг, що одного разу навіть привернуло увагу поліції. Звичайно ж, художник в середині 30-х роках намагався виставлятися і офіційно, але оскільки його роботи «не видалися його сучасникам типовими симптомами латвійського мистецтва», участь в виставках проходила непомітно. Критики весь час намагалися «розгадати феномен автора», простежити найімовірніші джерела впливу на його творчість, називаючи і старих голландців, і бельгійця Ф. Ропса, і французів Тулуз-Лотрека і Матісса. А мистецтво Карліс Падегса було по своїй суті оригінальним. Падегс одного разу розповідав:
|  | Я часто чую закиди: «Чому ви малюєте такі огидні картини, коли в світі є так багато краси? - Але є також багато гидоти, і хтось повинен звернути на неї увагу. - Відповідаю я. - Я хочу показати зворотній бік життя, який ми всі не хотіли б бачити, щоб не псувати наше почуття комфорту або наш хороший апетит. |

Падегс, як художник, знайшов свій оригінальний стиль і писав роботи часто на шокуючі теми, які різко контрастували з ліричним і героїчним живописом його колег того часу. Художник звертався, насамперед, до тем сучасного міського життя і противоєнних тем, зображував ідеальний світ мрії, писав саркастичні автопортрети.
Його творчість часто була звернуто до ізгоїв суспільства: міської бідноти, повіям, п'яницям і калікам. Навіть оголені жінки на малюнках і картинах Падегса не мають нічого спільного з поклонінням красі. Найчастіше в творчості Падегса тісно переплетені дві теми — сексуальність і привабливість смерті.
Гірка іронія, гротеск і парадоксальні художні метафори є одними з найбільш часто застосовуваних способів вираження, в яких Падегс використовував виразні спотворення і різкі контрасти. Художник писав картини олією і аквареллю, працював тушшю і вугіллям.
В «Автопортреті з трояндою» художник ототожнює себе з іспанським тореро, це відображено і в стилі його одягу і в тому, що своє повсякденне життя він намагається зобразити у вигляді яскравого карнавалу. Невситима пристрасть художника горить в трьох червоних акцентах на полотні — в квітці, губах і плащі тореро на рингу.
У 1932 році Падегс написав свою знамениту «Мадонну з кулеметом». Це був час, коли в результаті «пивного путчу» в Німеччині до влади прийшов Гітлер. Про цю картину всі мистецтвознавці пишуть, як про передчуття художником другої світової війни.
Ще одна картина зображує білу жінку, яка народила чорну дитину. Міщанському оку цей сюжет мав показати деградацію і моральне падіння героїні, але складається відчуття, що Падегс навмисно хотів кинути виклик публіці. Біограф художника Яніс Калниньш стверджує, що картина присвячена американській співачці, негритянці Маріон Андерсон. Падегс був шанувальником таланту Маріан Андерсон . У 1935 році Андерсон відвідала з гастролями Ригу. Під час її другого спектаклю оперний театр, як писав музичний критик Вольфганг Дарцінс, «був переповнений до межі, навіть Шаляпін ніколи не отримував тут такого прийому». Швидше за все, художник був у числі глядачів цього спектаклю. Мистецтвознавці пишуть, що незадовго до своєї смерті Падегс слухав трансляцію запису концерту Андерсон по радіо, відчуваючи при цьому бурю почуттів. (Правда, незрозуміло, звідки такі приватні подробиці). Історія з присвятою цієї картини великій співачці була б красивою легендою, яких в короткому житті художника було чимало, якби не було нестиковки в датах. Картина датована 1934 роком, приїзд співачки відбувся в 1935, а расистська історія з відмовою Андерсон в концерті (яку можна було б назвати чином або метафорою картини) сталася взагалі в 1939.
Близько 1936 року Карліс Падегс виконав цілий ряд робіт вугіллям, до яких відноситься і «Портрет жінки». Вважається, що цикл, до якого належить і цей портрет, написаний під впливом робіт Шарля Бодлера «Les Fleurs Du Mal» («Квіти зла»). Цікавий коментар до цього портрету даний на сайті галереї Гюнтіса Белевішса, якому і належить «Портрет жінки»: Красуня Падегса зображена мрійливою. Дама тримає в руці сигарету, одне плече оголене, на голові кокетливий капелюшок. Вона знаходиться під впливом опіуму, очі закриті, напівпосмішка як би пропонує глядачеві зануритися в коротку мить щастя, яке, в кінцевому рахунку, не принесе нічого хорошого.
Малював Падегс і ілюстрації до книг.

## Смерть та пам'ять
Причиною ранньої смерті художника став туберкульоз, від якого Карліс страждав протягом багатьох років. Він помер в квітні 1940 року, як написали в одній зі статей, «в теплу весняну ніч в останні місяці Латвійської Республіки перед приєднанням до СРСР». Художнику було всього 29 років.
У наступні роки ім'я і творчість Падегса були практично забуті, і тільки на початку 80-х років ХХ століття на хвилі нового інтересу до живопису модерну і національних самобутніх авторів, про Падегса згадали знову. На жаль, багато творів, особливо ранніх, з творчої спадщини художника були втрачені.
На будинку, де жив художник, на вулиці Елізабет, 24, встановлено меморіальну дошку. А в 1998 році в Ризі встановили пам'ятник Падегсу, який стоїть на вулиці Меркеля біля Верманського саду, навпроти Будинку Латиського товариства, де в 1933 році Падегс влаштував свою виставку «на відкритому повітрі». Основою для пам'ятника послужила статуетка художника, виконана скульптором Готлібом Канером. Автори самого монумента: скульптор Андріс Варпа і архітектор Арне Хейнріхсонс. Цікаво, що пам'ятник стоїть не на постаменті, а на квадраті тротуару, вимощеного каменем. Пам'ятник більше схожий на так популярні у багатьох містах вуличні скульптури. Про те, що це все-таки пам'ятник свідчить напис на гранітній плиті. До речі, пам'ятник виготовлений на приватні гроші жительки Дюссельдорфа, латишки Ріти Червенакас-Віркавс і переданий в дар місту в пам'ять про її улюбленого художника. Власником пам'ятника, як і раніше залишається фрау Червенакас-Віркавс, оскільки ніякого офіційного документа про те, що пам'ятник піднесений в подарунок місту Ризі немає.